# Botryosphaeria ribis
Botryosphaeria ribis är en svampart som beskrevs av Grossenb. & Duggar 1911. Botryosphaeria ribis ingår i släktet Botryosphaeria och familjen Botryosphaeriaceae.   Inga underarter finns listade i Catalogue of Life.